# Е Минчэнь
Е Минчэ́нь (кит. трад. 葉名琛, упр. 叶名琛, пиньинь Yè Míngchēn; 21 декабря 1807 — 9 апреля 1859) — чиновник Империи Цин, отчасти из-за действий которого случилась Вторая опиумная война.

## Биография

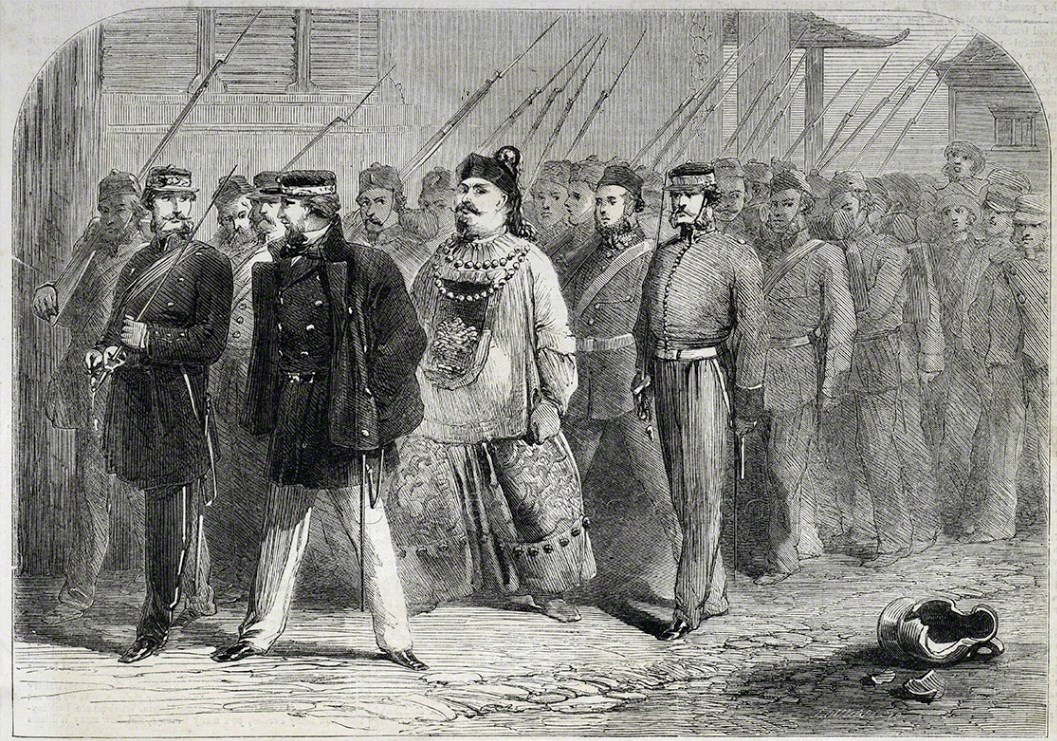
Е Минчэнь в плену

Е родился в провинции Хубэй в 1807 году. Его родители имели хорошее образование и благодаря им Е также получил его. В 1835 году Е сдал императорский экзамен на степень цзюйжэнь, а в 1837 получил высшую учёную степень — цзиньши.
В результате в 1838 году Е был назначен главой Синъаньской управы провинции Шэньси. Он быстро продвигался по карьерной лестнице и успел послужить на различных должностях в нескольких провинциях страны, пока он не стал в 1848 году губернатором провинции Гуандун.
На этой должности Е столкнулся с рядом проблем. Так, например, английские торговцы утверждали, что согласно Нанкинскому договору они получали право проживать во всём Гуанчжоу. Однако английская и китайская версии договора различались, и вторая давала право на проживание лишь на временное проживание в портах.
Е отказывал англичанам в их требованиях, за что в 1852 году был повышен до наместника Лянгуана (терриотрия, включавшая современные Гуанси-Чжуанский автономный район, Гуандун и Хайнань). Однако он не останавливался даже перед военной угрозой со стороны Великобритании. В конце концов, в 1856 году Великобритания воспользовалась формальным поводом для объявления войны: утверждалось, что по указанию Е был угнан арендованный англичанами корабль, хотя в реальности его срок аренды на тот момент уже истёк, экипаж состоял полностью из китайцев, а судно не имело опознавательных знаков. Сначала Великобритания потребовала от Е компенсации за угон судна, но тот отказался, и началась Вторая опиумная война.
В октябре того же года британские суда атаковали Гуанчжоу. Е был вынужден организовать оборону, но не преуспел в этом; тем не менее, он не раз отказывался от мирных переговоров. В результате он был захвачен в плен 5 января 1858 года и вывезен в Форт-Уильям, где и умер.

## Память
В настоящее время Е считается противоречивой фигурой: с одной стороны, его уважают за твёрдое сопротивление британским требованиям, с другой — его помнят не сумевшим защитить город. В Гуанчжоу его иногда называют «шесть „не“»: «он не сражается, но не заключает мир; не организует оборону и не умирает; он не сдаётся и не спасается бегством». Официальная китайская историография долгое время обвиняла его в разжигании Второй опиумной войны, но всё чаще его считают образцовым патриотом. В Гуанчжоу установлен посвящённый ему монумент.